# Saint-Georges-de-Commiers
Saint-Georges-de-Commiers település Franciaországban, Isère megyében. Lakosainak száma 2691 fő (2022. január 1.). Saint-Georges-de-Commiers Vif, Champ-sur-Drac, Notre-Dame-de-Commiers, Notre-Dame-de-Vaulx és Saint-Jean-de-Vaulx községekkel határos.

## Népesség
A település népessége az elmúlt években az alábbi módon változott:
| Lakosok száma | 816  | 1276 | 1887 | 1990 | 2110 | 2134 | 2276 | 2406 | 2592 | 2691 |
|               | 1968 | 1982 | 1999 | 2006 | 2012 | 2015 | 2017 | 2018 | 2020 | 2022 |